# 23 décembre en sport
23 novembre 23 janvier
Chronologies thématiques
- Croisades
- Ferroviaires
- Disney

Le 23 décembre (357e jour de l'année ou 358e en cas d'année bissextile) en sport.

## Événements

### XXIesiècle
- 2024 :
  - (Politique française) : Marie Barsacq est nommée Ministre des Sports, de la Jeunesse et de la Vie associative au sein du gouvernement François Bayrou.

## Naissances

### XIXesiècle
- 1840 :
  - Charles Jeantaud, pilote de courses automobile  et industriel français. († 30 novembre 1906).
- 1849 :
  - Robert Kingsford, footballeur anglais. (1 sélection en équipe nationale). († 14 octobre 1895).
- 1871 :
  - Jimmy Crabtree, footballeur anglais. (14 sélections en équipe nationale). († 31 mars 1908).
- 1883 :
  - Arthur Vanderstuyft, cycliste sur route belge. († 6 mai 1956).
- 1891 :
  - Cyril Denneny, hockeyeur sur glace canadien. († 9 septembre 1970).

### XXesièclede1901à1950
- 1901 :
  - Felice Gremo, cycliste sur route italien. († 6 février 1994).
- 1903 :
  - Armand Blanchonnet, cycliste sur route français. Champion olympique en individuel et par équipes aux Jeux de Paris 1924. († 17 septembre 1968).
- 1904 :
  - Benedetto Gola, footballeur puis entraîneur italien. († ?).
- 1912 :
  - Pierre Skawinski, athlète de sprint français. Médaillé d'argent du 400m et du relais 4×400m aux championnats d'Europe d'athlétisme 1934. († 20 mars 2009).
- 1914 :
  - Alfred Dompert, athlète de steeple allemand. Médaillé de bronze du 3 000m steeple aux Jeux de Berlin 1936. († 11 août 1991).
- 1915 :
  - Emmanuel Aznar, footballeur français. (1 sélection en équipe de France). († 4 octobre 1970).
  - Bertil Johnsson, athlète de sauts suédois. († 2 février 2010).
- 1916 :
  - Woody Dumart, hockeyeur sur glace canadien. († 19 octobre 2001).
- 1922 :
  - Micheline Ostermeyer, athlète de lancers et de sauts ainsi que basketteuse française. Championne olympique du disque et du poids puis médaillée de bronze de la hauteur aux Jeux de Londres 1948. († 17 octobre 2001).
- 1926 :
  - José Iglesias Joseito, footballeur puis entraîneur espagnol. (1 sélection en équipe nationale). († 12 juillet 2007).
- 1928 :
  - Joaquín Capilla, plongeur mexicain. médaillé de bronze de la plateforme à 10m aux Jeux de Londres 1948, d'argent aux Jeux d'Helsinki 1952 puis champion olympique de la plateforme à 10m et médaillé de bronze du tremplin à 3m aux Jeux de Melbourne 1956. († 8 mai 2010).
- 1929 :
  - Antonina Seredina, kayakiste soviétique puis russe. Championne olympique du 500 m monoplace et du 500 m biplaces aux Jeux de Rome 1960 et médaillée de bronze du 500 m biplace aux Jeux de Mexico 1968. Championne du monde de course en ligne du K-4 500 m 1963 et 1966. († 2 septembre 2016).
- 1935 :
  - Paul Hornung, joueur de foot U.S. américain.
- 1941 :
  - Jean Gachassin, joueur de rugby puis dirigeant sportif français. Vainqueur du Grand Chelem 1968, des tournois des Cinq Nations 1961 et 1967. (32 sélections en équipe de France). Président de la FFT depuis 2009.
  - Serge Reding, haltérophile belge. Médaillé d'argent des +90 kg aux Jeux de Mexico 1968. Champion d'Europe d'haltérophilie des +110kg 1969(† 28 juin 1975).
- 1946 :
  - Helen Gourlay, joueuse de tennis australienne.
- 1947 :
  - Henri Duvillard, skieur alpin français.
  - Bill Rodgers athlète de fond américain.
- 1948 :
  - Jack Ham, joueur de foot U.S. américain.
  - Rick Wohlhuter, athlète de demi fond américain. Médaillé de bronze du 800m aux Jeux de Montréal 1976.

### XXesièclede1951à2000
- 1956 :
  - Michele Alboreto, pilote de F1 et de courses automobile d'endurance italien. (5 victoires en Grand Prix). Vainqueur des 24 Heures du Mans 1997. († 25 avril 2001).
- 1960 :
  - Guðmundur Guðmundsson, handballeur puis entraîneur islandais.
- 1961 :
  - Anatoli Jdanovitch, biathlète soviétique. Champion du monde de la course par équipes en 1992 et médaillé de bronze de l'individuel en 1990 et de la course par équipes en 1991.
  - Jean-Philippe Rohr, footballeur français. Champion olympique lors du tournoi de football des Jeux d'été de 1984. (1 sélection en équipe nationale).
  - Amara Simba, footballeur français. (3 sélections en équipe nationale).
- 1965 :
  - Andreas Kappes, cycliste sur route et pistard allemand.
- 1962 :
  - Bertrand Gachot, pilote de F1 et de courses automobile d'endurance franco-belge. Vainqueur des 24 Heures du Mans 1991.
  - Jerry Reynolds, basketteur puis entraîneur américain.
- 1967 :
  - Otis Grant, boxeur jamaïcain puis canadien. Champion du monde poids moyens de boxe anglaise de 1997 à 1998.
- 1968 :
  - Sidney Gavignet, navigateur français.
  - Stève Ravussin, navigateur suisse. Vainqueur de la Transat Jacques-Vabre 2001 et du Trophée Jules-Verne 2010.
- 1970 :
  - Catriona Le May Doan, patineuse de vitesse canadienne. Championne olympique du 500m et médaillée de bronze du 1 000m aux Jeux de Nagano 1998 puis championne olympique du 500m aux Jeux de Salt Lake City 2002.
- 1973 :
  - Gala León García, joueuse de tennis espagnole.
  - Jérôme Guézénec, pongiste handisport français.
- 1974 :
  - Géza Imre, épéiste hongrois. Médaillé de bronze de l'épée individuelle aux Jeux d'Atlanta 1996 puis d'argent par équipes aux Jeux d'Athènes 2004. Champion du monde d'escrime de l'épée par équipes 1998, 2001 et 2013 puis champion du monde d'escrime de l'épée individuelle 2015. Champion d'Europe d'escrime de l'épée par équipes 1998, 2006, 2007, 2009 et 2010 puis champion d'Europe d'escrime de l'épée individuelle 2008.
- 1975 :
  - Billy Thomas, basketteur américain.
- 1976 :
  - Torsten Jansen, handballeur allemand. Médaillé d'argent aux Jeux d'Athènes 2004. Champion du monde de handball 2007. Champion d'Europe de handball 2004. (178 sélections en équipe nationale).
- 1977 :
  - Celma Bonfim da Graça, athlète de fond santoméenne.
- 1978 :
  - Víctor Martínez, joueur de baseball vénézuélien.
- 1979 :
  - Johan Franzen, hockeyeur sur glace suédois. Champion du monde de hockey sur glace 2006.
  - Scott Gomez, hockeyeur sur glace américain.
- 1980 :
  - Joaquim Gomes, basketteur angolais. Champion d'Afrique de basket-ball 1999, 2003, 2005, 2007 et 2009.
  - Jelena Škerović, basketteuse yougoslave, serbe puis monténégrine.
- 1982 :
  - Zbynek Michalek, hockeyeur sur glace tchèque. Aux Championnats du monde, médaillé d'argent en 2006 et de bronze en 2011
- 1983 :
  - Lisa Dobriskey, athlète de demi-fond britannique.
  - Blake Schilb, basketteur américain.
- 1984 :
  - Charline Picon, véliplanchiste française. Championne olympique du RS:X aux Jeux de Rio 2016. Championne du monde de voile 2014.
  - Shang Ping, basketteur chinois.
- 1986 :
  - Timothy Oshie, hockeyeur sur glace américain. Médaillé de bronze au Championnat du monde en 2013.
- 1987 :
  - Andreas Engqvist, hockeyeur sur glace suédois.
  - Shara Gillow, cycliste sur route australienne.
  - Ben Hansbrough, basketteur américain.
  - Jori Lehterä, hockeyeur sur glace finlandais. Médaillé de bronze olympique et médaillé d'argent au Championnat du monde en 2014.
- 1988 :
  - Niclas Ekberg, handballeur suédois. Médaillé d'argent aux Jeux de Londres 2012. Champion d'Europe masculin de handball 2022. Vainqueur de la Coupe de l'EHF masculine 2019 et de la Ligue des champions masculine 2020. (210 sélections en équipe nationale).
  - Erika Jones, archère américaine. Championne du monde de tir à l'arc à 5 reprises.
  - Ana Bela Peleias, rink hockeyeuseeuse sud-africaine.
  - Juraj Sagan, cycliste sur route slovaque.
- 1990 :
  - Yvette Broch, handballeuse néerlandaise. Victorieuse des Ligues des champions 2017 et 2018. (118 sélections en équipe nationale).
  - Brice Dja Djédjé, footballeur ivoirien. (7 sélections en équipe nationale).
- 1991 :
  - Kyren Wilson, joueur de snooker anglais.
- 1992 :
  - Myke Henry, basketteur américain.
  - Oscar Riesebeek, cycliste sur route néerlandais.
- 1993 :
  - Felix Großschartner, cycliste sur route autrichien. Vainqueur du Tour de Turquie 2019.
- 1994 :
  - Sofiane Oumiha, boxeur français. Médaillé d'argent des -60 kg aux Jeux de Rio 2016.
  - Sopita Tanasan, haltérophile thaïlandaise. Championne olympique des -48 kg aux Jeux de Rio 2016. Championne du monde d'haltérophilie des -53 kg 2017.
- 1996 :
  - Bartosz Kapustka, footballeur polonais. (14 sélections en équipe nationale)..
- 1997 :
  - Luka Jović, footballeur serbe. (31 sélections en équipe nationale).
- 1999 :
  - Cameron Redpath, joueur de rugby à XV écossais. (9 sélections en équipe nationale).
- 2000 :
  - Victor Boniface, footballeur nigérian.
  - Sekou Doumbouya, basketteur franco-guinéen.
  - Alexis Trouillet, footballeur français.

### XXIesiècle
- 2001 :
  - Stefan Bajic, footballeur français.
  - Thelma Eninger, footballeuse française.
  - Sara Gailli, nageuse italienne. Vice-championne d'Europe du relais 4 × 200 m nage libre mixte.
  - José Hurtado, footballeur équatorien. (9 sélections en équipe nationale).
  - Gabin Lorre, joueur de rugby à XV français.
  - Maximilian Schmidbauer, coureur cycliste autrichien.
  - Rose Yeboah, athlète ghanéenne spécialiste du saut en hauteur.
- 2002 :
  - Nene Dorgeles, footballeur malien. (22 sélections en équipe nationale).
  - Milena Fafiet, coureuse cycliste érythréenne.
  - Yegor Prutsev, footballeur russo-serbe.
- 2003 :
  - Isak Jensen, footballeur danois.
  - Giorgi Khorguani, coureur cycliste géorgien.
  - Marcel Ratnik, footballeur slovène.
  - Hiroto Shinozuka, pongiste japonais.
- 2004 :
  - Facundo Buonanotte, footballeur argentin. (2 sélections en équipe nationale).
  - Chaka Traorè, footballeur ivoirien.
- 2005 :
  - Paul Wanner, footballeur austro-allemand.

## Décès

### XXesièclede1901à1950
- 1932 :
  - Paul Bablot, 59 ans, pilote de course automobile français. (° 20 novembre 1873).
- 1944 :
  - Rupert Anderson, 85 ans, footballeur anglais. (1 sélection en équipe nationale). (° 29 avril 1859).
- 1949 :
  - Albert Dubly, 68 ans, footballeur français. († 2 septembre 1881).

### XXesièclede1951à2000
- 1952 :
  - Bruno Leuzinger, joueur de hockey sur glace canadien. (° 6 janvier 1886).
- 1959 :
  - Emil Ketterer, 76 ans, athlète allemand. (° 6 août 1883).
- 1961 :
  - Albert Jourda, 68 ans, footballeur français. (7 sélections en équipe nationale). (° 14 janvier 1893).
- 1967 :
  - David McLean, 80 ans, footballeur puis entraîneur écossais. (1 sélection en équipe nationale). (° 13 décembre 1890).
- 1971 :
  - Alessandro Cagno, 88 ans, pilote de course automobile italien. (° 2 mai 1883).
- 1995 :
  - Attilio Bulgheri, 82 ans, footballeur italien. (° 9 mars 1913).
- 1997 :
  - Felix Bwalya, 28 ans, boxeur zambien. (° 22 décembre 1969).
  - Les Harrison, 93 ans, joueur puis entraîneur de basket-ball américain. Champion NBA en 1951 en tant qu'entraîneur des Royals de Rochester. (° 20 août 1904).
  - Zaur Kaloyev, 66 ans, footballeur puis entraîneur soviétique. Vainqueur de la Coupe d'Europe des nations en 1960. (3 sélections en équipe nationale). (° 24 mars 1931).
- 1999 :
  - Wallace Distelmeyer, 73 ans, patineur artistique canadien. Médaillé de bronze de l'épreuve en couple lors des Jeux olympiques d'hiver de 1948. (° 14 juillet 1926).

### XXIesiècle
- 2009 :
  - Robert Lucy, 86 ans, gymnaste artistique suisse. Médaillé d'argent du concours général par équipes lors des Jeux olympiques d'été de 1948. (° 20 février 1923).
- 2010 :
  - José Antonio Momeñe, 70 ans, cycliste sur route espagnol. (° 15 août 1940).
- 2011 :
  - Bill Klatt, 64 ans, joueur de hockey sur glace américain. (° 16 octobre 1947).
  - Henri Sitek, 82 ans, coureur cycliste français. (° 11 juillet 1929).
- 2012 :
  - Guy Cauvin, 71 ans, footballeur français. (° 14 février 1941).
  - Emilio Ciolli, 79 ans, coureur cycliste italien. (° 27 janvier 1933).
- 2013 :
  - Lázaro Rivas, 38 ans, lutteur cubain. Vice-champion olympique des moins de 54 kg aux Jeux d'été de Sydney en 2000. Champion du monde de la même catégorie en 1999 et en 2003 ainsi que médaillé de bronze lors des mondiaux de 2001. (° 4 avril 1975).
- 2014 :
  - Yordan Yosifov, 82 ans, footballeur bulgare. Médaillé de bronze lors du tournoi de football des Jeux olympiques d'été de 1956. (13 sélections en équipe nationale). (° 12 août 1932).
- 2015 :
  - Christophe Fiatte, 48 ans, footballeur puis entraîneur français. (° 18 mai 1967).
- 2016 :
  - Pape Badiane, 36 ans, joueur de basket-ball français. (23 sélections en équipe nationale). (° 10 février 1980).
  - Poul Pedersen, 84 ans, footballeur danois. Médaillé d'argent aux Jeux olympiques d'été de 1960. (50 sélections en équipe nationale). (° 31 octobre 1932).
- 2017 :
  - Neftalí Rivera, 69 ans, joueur de basket-ball portoricain.
- 2019 :
  - Pierre Aillères, 61 ans, joueur de rugby à XV français. (12 sélections en équipe nationale). (° 25 décembre 1957).
  - Duncan MacKay, 82 ans, footballeur puis entraîneur écossais. (° 14 juillet 1937).
- 2020 :
  - Arkadi Andreasyan, 73 ans, footballeur puis entraîneur arménien. Médaillé de bronze avec l'équipe d'URSS aux Jeux olympiques d'été de 1972. (12 sélections en équipe nationale). (° 11 août 1947).
  - Gilbert Shea, 92 ans, joueur de tennis américain. (° 5 octobre 1928).
- 2021 :
  - Robert McCammon, 80 ans, joueur puis entraîneur de hockey sur glace canadien. (° 14 avril 1941).
  - Benito Rigoni, 88 ans, bobeur italien. Médaillé de bronze en bob à quatre lors des Jeux olympiques d'hiver de 1964. (° 11 avril 1938).
  - Elżbieta Żebrowska, 76 ans, athlète polonaise. Championne d'Europe du relais 4 × 100 mètres et médaillée de bronze du 80 mètres en 1966. (° 27 mars 1945).
- 2022 :
  - Momo Ayed, 64 ans, entraîneur de football belge. (° 25 décembre 1957).
  - Arthur Bihannic, 89 ans, coureur cycliste français. (° 7 août 1933).
  - George Cohen, 83 ans, footballeur anglais. Vainqueur de la Coupe du monde 1966 avec l'équipe d'Angleterre. (37 sélections en équipe nationale). (° 22 octobre 1939).
  - Txetxu Rojo, 75 ans, footballeur puis entraîneur espagnol. (18 sélections en équipe nationale). (° 28 janvier 1947).
  - Genaro Sarmeno, 74 ans, footballeur puis entraîneur salvadorien. (° 28 novembre 1948).
  - Philippe Streiff, 67 ans, pilote automobile français. (° 26 juin 1955).
  - Mark Warkentien, 69 ans, manager général des Nuggets de Denver entre 2006 et 2010. (° 16 avril 1953).